# Bão Wayne (1986)
Wayne, được biết đến ở Philippines với tên gọi Bão Miding, hay bão số 5 năm 1986 tại Việt Nam, là một trong những xoáy thuận nhiệt đới tồn tại lâu nhất từng ghi nhận được trên khu vực Tây Bắc Thái Bình Dương. Đây là một trong những cơn bão có đường đi phức tạp, dị thường và khó dự báo nhất trong lịch sử ngành khí tượng khi nó đi lòng vòng không theo quy luật nào trên Biển Đông và một chút ngoài khơi Thái Bình Dương trong khoảng thời gian 22 ngày giữa tháng 8 và tháng 9 năm 1986. Wayne đạt cường độ tối đa là bão cấp 2 trong thang bão Saffir-Simpson và nó đã gây mưa lớn khắp Philippines, Đài Loan, Đông Nam Trung Quốc, đảo Hải Nam, Việt Nam và Lào. Tại Hồng Kông, các tín hiệu cảnh báo khác nhau đã được phát đi ba lần do quỹ đạo bất thường của Wayne. Bão đổ bộ Thái Bình, Hà Nam Ninh (nay là Hưng Yên và Ninh Bình) rạng sáng 6 tháng 9 năm 1986, gây gió mạnh và mưa lớn diện rộng ở Bắc Bộ - Bắc Trung Bộ.

## Lịch sử khí tượng
Wayne bắt đầu hình thành trong một rãnh gió mùa trên Biển Đông vào ngày 16 tháng 8 năm 1986. Ban đầu, nó trôi dạt về phía Tây Nam, rồi sau đó đi vòng một vòng lên phía Tây Bắc, mạnh lên thành bão nhiệt đới trong ngày 18. Wayne, một cơn bão gắn liền trong rãnh gió mùa suốt quãng đời, tiếp đó chuyển hướng Đông Bắc do tác động từ một rãnh thấp và tiếp tục mạnh lên thành một cơn bão cuồng phong vào ngày 19 theo Trung tâm Cảnh báo Bão Liên hợp (JTWC), và vào ngày 20 theo Cơ quan Khí tượng Nhật Bản (JMA). Tại thời điểm 2 giờ chiều ngày hôm đó, con tàu M. V. Fossarus đã ghi nhận được tốc độ gió 78 knot (144 km/giờ) ở vị trí ngay sát phía Tây tâm bão. Wayne ngày một tiến đến gần nhưng cuối cùng nó vẫn duy trì ngoài khơi vùng Đông Nam Trung Quốc, và cơn bão đã tấn công Đài Loan sau khi đạt đỉnh với vận tốc gió duy trì 10 phút tối đa là 140 km/giờ (theo JMA). Tiếp đó, một áp cao cận nhiệt mới hình thành buộc Wayne phải di chuyển về phía Tây rồi đến Tây Nam, vượt qua eo biển Luzon, nơi mà nó đã mạnh trở lại thành bão cuồng phong trong một thời gian ngắn theo như JTWC. Tuy nhiên, JMA đã không nâng cấp Wayne thành bão cuồng phong trong quãng thời gian đó.
Một thời gian sau, độ đứt gió theo chiều thẳng đứng đã khiến Wayne suy yếu thành áp thấp nhiệt đới vào ngày 25 theo JTWC, và vào ngày 26 theo JMA, khi cơn bão bắt đầu chuyển động xoáy xung quanh hoàn lưu của bão Vera ở phía Bắc. Áp thấp nhiệt đới Wayne tăng tốc về phía Đông Bắc, vượt qua Biển Đông, và mạnh lên thành bão nhiệt đới một lần nữa vào ngày 27 tháng 8. Tiếp theo, áp cao ở phía Bắc buộc Wayne di chuyển xuống phía Nam, và đó là thời điểm mà nó mạnh lên thành bão cuồng phong vào ngày 30 theo JTWC, và vào ngày 31 theo JMA. Wayne đã đi sát qua vùng Bắc Luzon trong ngày 2 tháng 9 với sức gió 140 km/giờ rồi quay sang hướng Tây. Đến ngày 3 tháng 9 JMA giáng cấp Wayne xuống còn bão nhiệt đới trước khi nó lại mạnh lên thành bão cuồng phong trong sáng sớm ngày mùng 4. Cũng trong ngày hôm đó, Wayne đã đạt một đỉnh cường độ thứ hai với vận tốc gió 85 knot (155 km/giờ) theo JTWC và 70 knot (130 km/giờ) theo JMA. Một thời gian sau, vùng tâm bão đã di chuyển qua ngay sát phía Bắc Hải Khẩu, nơi mà áp suất ghi nhận giảm xuống mức 970,1 hPa (28,65 inHg). Sau đó Wayne đi vào vịnh Bắc Bộ, đổ bộ vào đất liền các tỉnh Thái Bình, Hà Nam Ninh thuộc miền Bắc Việt Nam vào rạng sáng ngày 6 tháng 9 theo giờ Việt Nam (một nghiên cứu cho biết tâm bão đi qua giữa Thái Bình và Hà Nam Ninh, phía Bắc trạm khí tượng thuỷ văn Văn Lý nằm ở tỉnh Ninh Bình ngày nay). Cơn bão tan trong ngày hôm sau trên đất liền khu vực biên giới Việt-Lào, sau 85 thông báo của JTWC, và nó đã trở thành hệ thống tồn tại lâu nhất trên Tây Bắc Thái Bình Dương từng ghi nhận được trong lịch sử.

## Chuẩn bị
Tại Hồng Kông, tín hiệu cảnh báo mức 1 được phát đi vào thời điểm 11:30 trưa ngày 19 tháng 8. Khi Wayne tiến đến gần, tín hiệu cảnh báo đã được nâng lên thành mức 3 vào 11:00 trưa ngày 20. Trong lần tiếp cận đầu tiên của cơn bão, tín hiệu cảnh báo bão mức 8 đã được ban hành vào 10 giờ tối cùng ngày. Đến khi những cơn gió đã lắng bớt, tín hiệu mức 3 đã quay trở lại thay thế cho tín hiệu 8 tại thời điểm 2 giờ sáng ngày 21 tháng 8, và mọi tín hiệu đã được hạ thấp vào lúc 5 giờ sáng ngày hôm đó. Khi Wayne tiến đến lần thứ 2, tín hiệu mức 1 được phát đi lúc 11:45 trưa ngày 25 tháng 8; sau đó mọi tín hiệu lại được hạ xuống vào 2:35 chiều ngày 26. Với lần đe dọa thứ ba của cơn bão, tín hiệu 1 được phát đi lúc 1:30 sáng, và nâng lên thành mức 3 lúc 3:00 chiều ngày 4 tháng 9. Sau khi Wayne đi qua một lần nữa, các tín hiệu được hạ xuống lần cuối cùng lúc 2:10 chiều ngày 5 tháng 9.

## Tác động
Do quỹ đạo dài và phức tạp của Wayne khiến cho cơn bão ảnh hưởng tới nhiều quốc gia, gây ra những trận mưa lớn đến khắp các khu vực Philippines, Đài Loan, vùng Đông Nam Trung Quốc, đảo Hải Nam, và Việt Nam. Trên quần đảo Bành Hồ, sức gió duy trì liên tục trong 10 phút đạt 177 km/h và gió giật lên tới 227 km/h (tương đương sức gió cấp 15 giật trên cấp 17) được đo tại đảo Đông Cát, gió giật đạt 245 km/h (trên cấp 17) ở đảo Bành Hồ. Trên đảo Đài Loan, gió giật tại hồ Nhật Nguyệt đạt 194 km/h (cấp 16), gió giật đạt cấp 14 ở Ngô Thê và Gia Nghĩa với các giá trị ghi nhận được lần lượt là 165 km/h và 154 km/h. Một số nơi bị ảnh hưởng nặng nề nhưng không có số liệu quan trắc như Chương Hóa và Vân Lâm, gió giật tối đa có thể trên 180 km/h (tức cấp 15 hoặc hơn). Lượng mưa đạt 459,3 mm tại đảo Bành Giai và 460 mm tại A Lí Sơn (Gia Nghĩa) trong một khoảng thời gian từ 21 tháng 8 đến 23 tháng 8. Tại Đài Loan, cơn bão đã khiến 68 người chết, 19 người mất tích, 6.624 ngôi nhà bị phá hủy hoàn toàn và 31.532 ngôi nhà bị hư hại một phần cùng hàng nghìn tàu cá bị đánh chìm. Theo một báo cáo của Đài thiên văn Hoàng gia Hồng Kông (nay là Đài thiên văn Hồng Kông), tổng thiệt hại tại Đài Loan 360 triệu USD (USD 1986). Theo hãng thông tấn Associated Press, thiệt hại tại Đài Loan là 405 triệu USD (USD 1986). Ở Hồng Kông đã ghi nhận được tốc độ gió giật 144 km/h (cấp 13) tại Tate's Cairn (một đỉnh núi có độ cao 583 m). Tổng lượng mưa tích lũy tại Tây Cống là 295 mm sau ba lần cơn bão tiếp cận Hong Kong. Còn tại Căn cứ Không quân Clark ở Philippines, tổng lượng mưa ghi nhận được là 523,5 mm. Đồng thời đã có 36 người thiệt mạng ở quốc gia này. Tại một số địa điểm ở Việt Nam, đảo Bạch Long Vĩ có gió mạnh cấp 13, Thái Bình và Cửa Ông (Quảng Ninh) ghi nhận gió mạnh 126 km/h (cấp 12), Nam Định ghi nhận gió mạnh 115 km/h (cấp 11) và khí áp đo được là 967,4 mbar. Ngoài ra Phù Liễn có gió cấp 10, thủ đô Hà Nội có gió cấp 7. Lượng mưa do bão gây ra tại Việt Nam là bình thường so với các cơn khác, tại Đinh Lập (Lạng Sơn) ghi nhận lượng mưa 266 mm. Thiệt hại do cơn bão gây ra tại Việt Nam chủ yếu là do gió bão mạnh gây nên. Tại Việt Nam, cơn bão được cho là đã khiến gần 450 người chết, 39 người mất tích và hơn 2550 người bị thương. Theo JTWC, cơn bão đã khiến tổng cộng khoảng 490 người chết tại tất cả các quốc gia và vùng lãnh thổ bị ảnh hưởng.  Tổng thiệt hại chung do bão tại các khu vực bị ảnh hưởng là 399 triệu USD (USD 1986), theo báo cáo của Đài thiên văn Hoàng gia Hồng Kông. Bất chấp tác động gây ra đến nhiều địa điểm cùng quỹ đạo và thời gian tồn tại bất thường, cái tên Wayne đã không bị khai tử, và được sử dụng lại vào mùa bão năm 1989.